# Andy Roddick
Andy Roddick (Omaha, Nebraska, 30. kolovoza 1982.), umirovljeni američki tenisač, bivši svjetski broj 1.
Svoj prvi turnir u profesionalnoj karijeri osvojio je u Atlanti 2001., pobijedivši u finalu Xaviera Malissea (6:2, 6:4).  Najveći uspjeh mu je osvajanje US Opena 2003. godine, a nedugo nakon toga dospio je na prvo mjesto ATP ljestvice. Također od značajnijih rezultata treba još izdvojiti tri finala Wimbledona 2004., 2005. i 2009. godine (sva tri puta izgubio od Rogera Federera). Profesionalnu je karijeru završio 2012. godine. Ukupno je u karijeri osvojio 32 ATP turnira u pojedinačnoj i još 4 u konkurenciji parova.
Roddick je jedan od rijetkih tenisača koji se devet puta uzastopno na kraju godine našao među desetericom najbolje plasiranih tenisača svijeta.
S američkom reprezentacijom osvojio je Davis Cup 2007. godine.

## Stil igre
Roddick je imao jedan od najubojitijih servisa na ATP Touru. Dugo je godina s 249,5 km/h držao rekord najbržega servisa, dok ga 2011. nije pretekao Ivo Karlović.

## Vanjske poveznice
- Službena stranica  Arhivirana inačica izvorne stranice od 5. ožujka 2013. (Wayback Machine) (engl.)
- Profil na stranici ATP Toura (engl.)

### Ostali projekti
|  | Zajednički poslužitelj ima još gradiva o temi Andy Roddick |